# Cesare Dell'Acqua

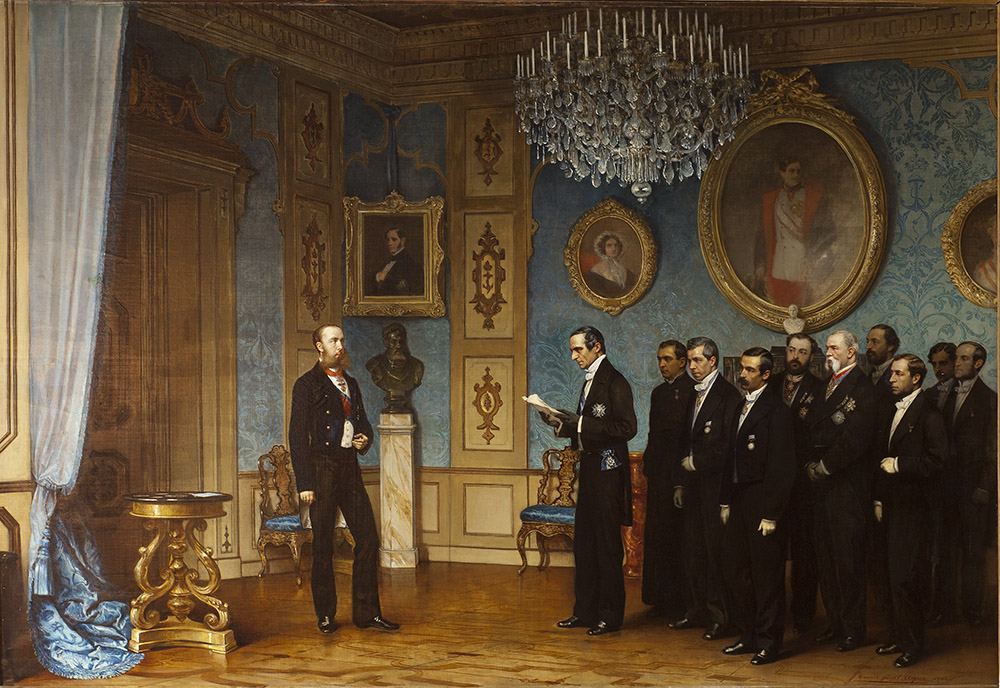
Aartshertog Maximiliaan van Oostenrijk krijgt de Mexicaanse keizerkroon aangeboden - schilderij uit 1864

Cesare Félix Georges Dell'Acqua (Piran (Slovenië), 22 juli 1821 - Elsene, 16 februari 1905) was een Oostenrijk-Hongaarse schilder.
Zijn vader overleed toen Cesare nog maar vijf jaar oud was. Met zijn moeder vestigde hij zich in Koper, waar hij naar school ging. In 1833 zette hij zijn opleiding voort in Triëst. Vervolgens ging hij in zaken. Cesare had grote belangstelling voor de schilderkunst en dankzij een beurs van de stad Triëst kon hij in 1842 naar de kunstacademie in Venetië (Accademia di Belle Arti di Venezia). Al tijdens zijn studie kreeg hij van aartshertog Johan van Oostenrijk een opdracht om zijn portret te schilderen. Dit zou het begin zijn van een groot aantal opdrachten die hij van de Habsburgers zou krijgen.
In 1848 vestigde Dell'Acqua zich in Brussel, waar hij verder in de leer ging bij Louis Gallait. Hij werd lid van de Cercle artistique et littéraire en trouwde met een Belgische vrouw. Tijdens de Brusselse salon van 1857 brak hij definitief door. Ondanks zijn Belgische successen bleef Triëst trekken. Tussen 1852 en 1877 schilderde hij een groot aantal werken, zowel in opdracht van de stad als van aartshertog Maximiliaan en diens vrouw Charlotte, die in Triëst het Kasteel Miramare hadden laten bouwen. 

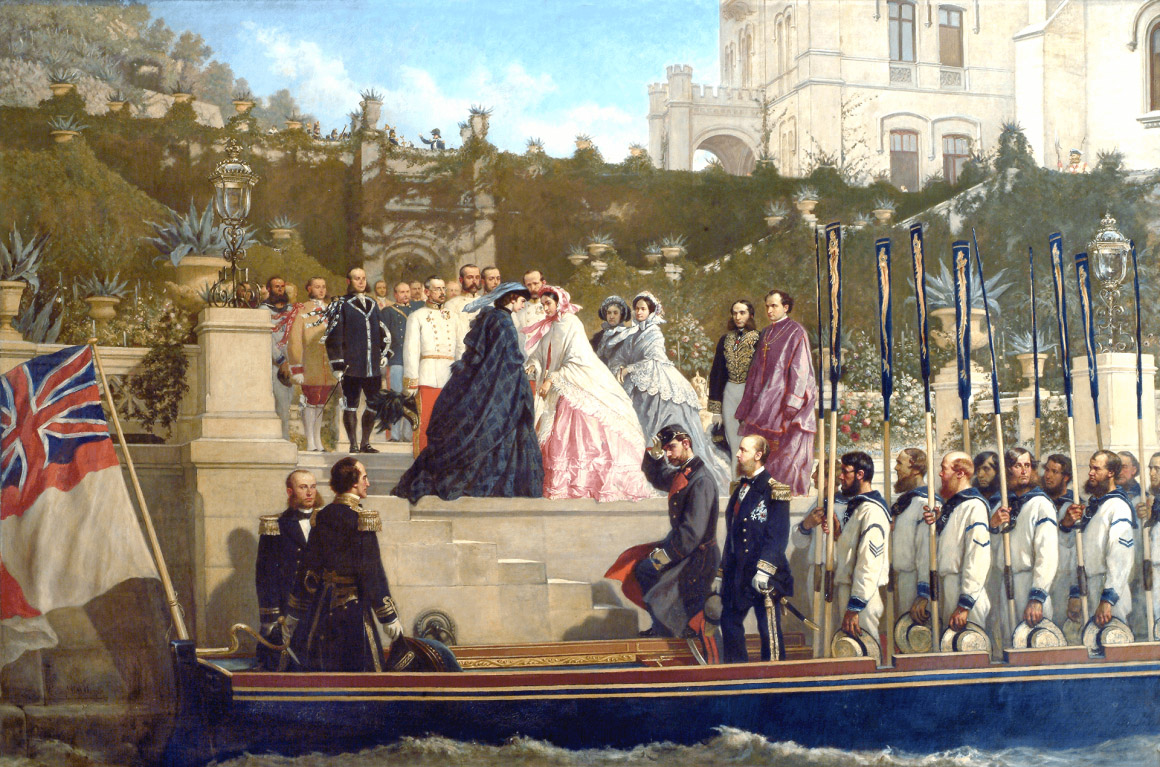
Charlotte van België ontvangt keizerin Elisbeth bij het Kasteel Miramar. Op de voorgrond, in de boot, keizer Frans Jozef I en aartshertog Maximiliaan, schilderij uit 1861

Vanaf de jaren zeventig van de negentiende eeuw begaf Dell'Acqua zich steeds meer op internationaal terrein. Zijn werk werd getoond tijdens de Wereldtentoonstelling van 1873 in Wenen, en vervolgens op tentoonstellingen in Philadelphia (1882), Adelaide (1887), Melbourne (1888), alsook op de Wereldtentoonstelling van 1893 in Chicago.
Een van zijn dochters, Eva dell'Acqua, heeft enige bekendheid genoten als componiste en zangeres.
- Bibliothèque nationale de France: cb134785648 (data)
- Gemeinsame Normdatei: 116006218
- International Standard Name Identifier: 0000 0001 1586 5355
- Library of Congress Control Number: n2019002344
- RKD-Nederlands Instituut voor Kunstgeschiedenis: 327
- Istituto Centrale per il Catalogo Unico: TSAV320731
- LIBRIS: 210525
- Union List of Artist Names: 500016282
- Virtual International Authority File: 2742202
- WorldCat: E39PBJk4BDx74hhhVxfbhDMpT3